# Barcita amplificata
Barcita amplificata är en fjärilsart som beskrevs av Felder 1874. Barcita amplificata ingår i släktet Barcita och familjen nattflyn. Inga underarter finns listade i Catalogue of Life.